# Арктичний собор
Арктичний собор (норв. Tromsdalen kirke, Ishavskatedralen) — лютеранська церква, розташована в норвезькому місті Тромсе. Офіційно є не собором (у місті є інший кафедральний собор, де знаходиться кафедра єпископа), а парафіяльною церквою приходу Тромсдален. Є однією із головних визначних пам'яток міста.

## Історія
У середині 1950-тих років рада Тромсдалена (району Тромсе) ухвалила рішення про будівництво парафіяльної церкви. У 1957 році до розгляду було прийнято план архітектора Яна Інге Ховіга, котрий згодом був перероблений. 9 листопада 1962 року рада ухвалила остаточне рішення про будівництво даної культової споруди. Роботи розпочалися 1 квітня 1964 року, і вже 19 грудня 1965 року церква була освячена єпископом Монрадом Нордервалом.
Щороку 14 листопада собор підсвічують синім світлом на знак підтримки хворих на цукровий діабет.

## Архітектура
Будівля має трикутну форму, утворену з 11 монолітних залізобетонних плит, покритих алюмінієвими пластинами, з отворами між ними, що пропускають денне світло. Це формує асиметричну форму, яка піднімається вгору від центру до бокових стінок. Головний фасад, фронтон, повернений на захід, являє собою скляну стіну з центральним бетонним хрестом. Висота західного порталу собору складає 35 м.

## Інтер'єр
Церква розрахована на 720 парафіян.
У вівтарній частині знаходиться вітраж, створений художником Віктором Спарре в 1972 році. Картина зображає руку Бога, від якої виходять три промені світла, спрямовані на величезну фігуру Ісуса Христа і двох людей, що стоять поруч з ним. Як і в архітектурі церкви, тут активно використовується символізм числа «три».
Сучасний орган функціонує з 17 грудня 2005 року (від сорокової річниці освячення собору). Він замінив старий, котрий був встановлений ще під час будівництва церкви.
Крім власне церковних потреб, приміщення собору періодично використовується для проведення концертів органної музики.

## Галерея

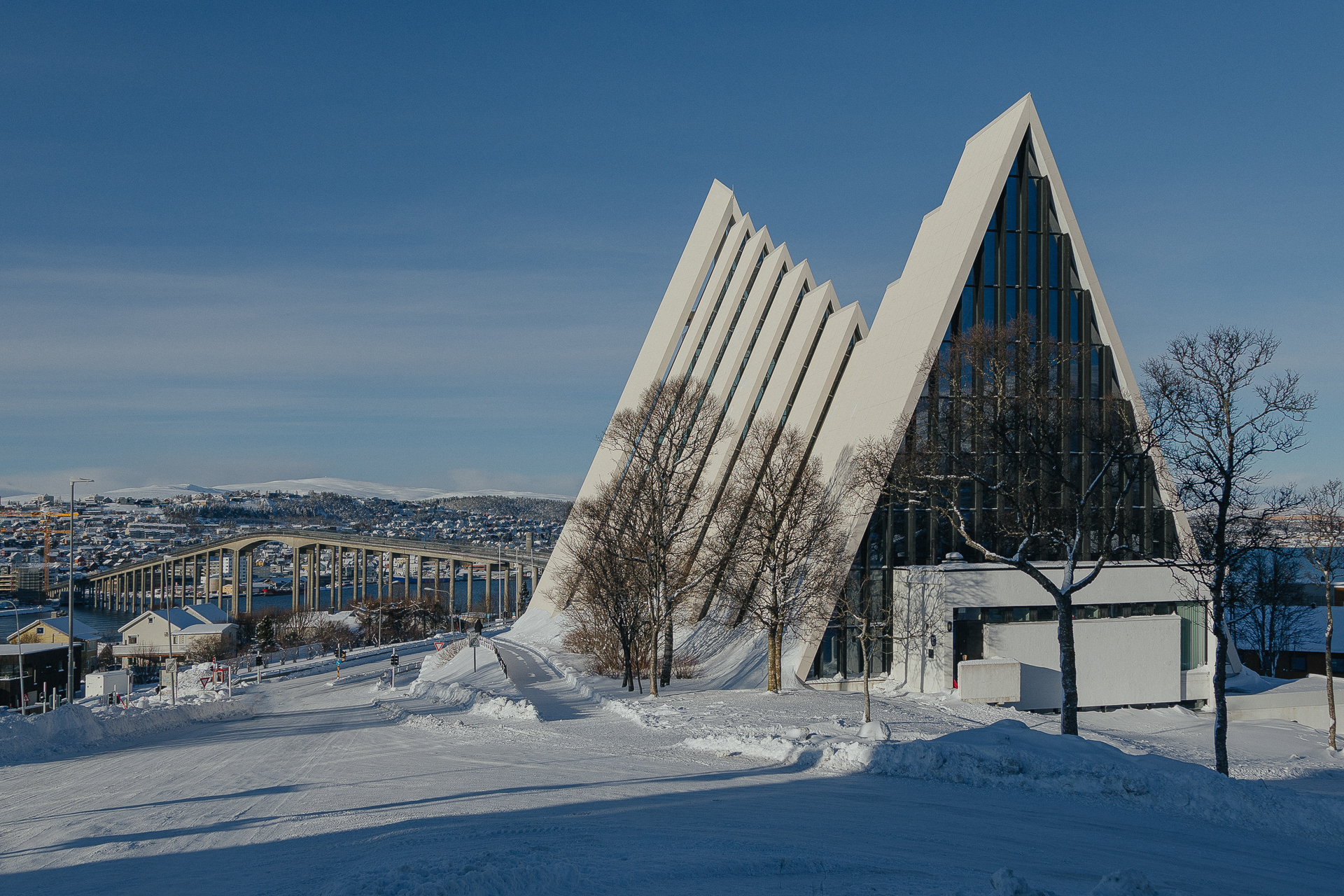
Південний фасад
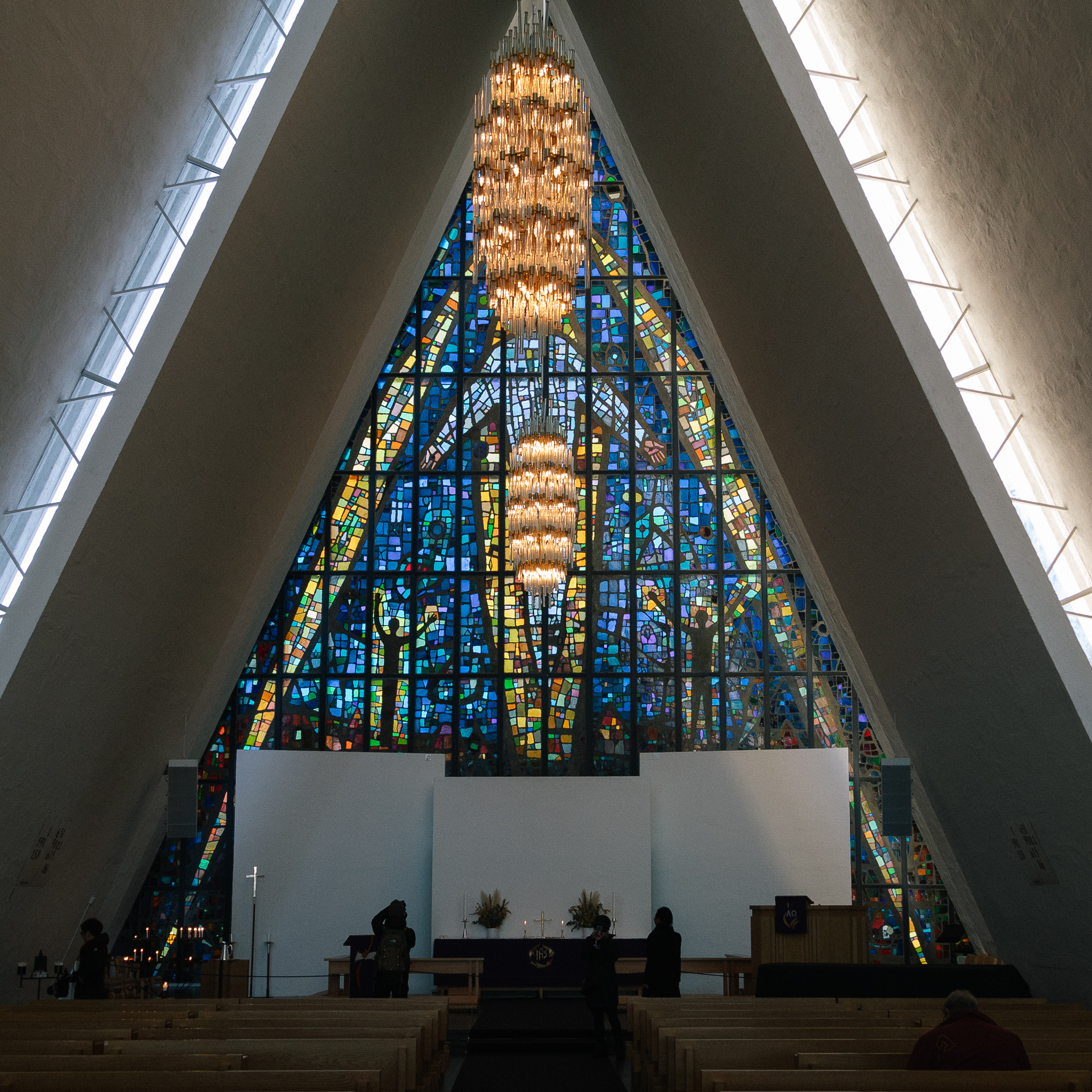
Скляна мозаїка "Повернення Христа"
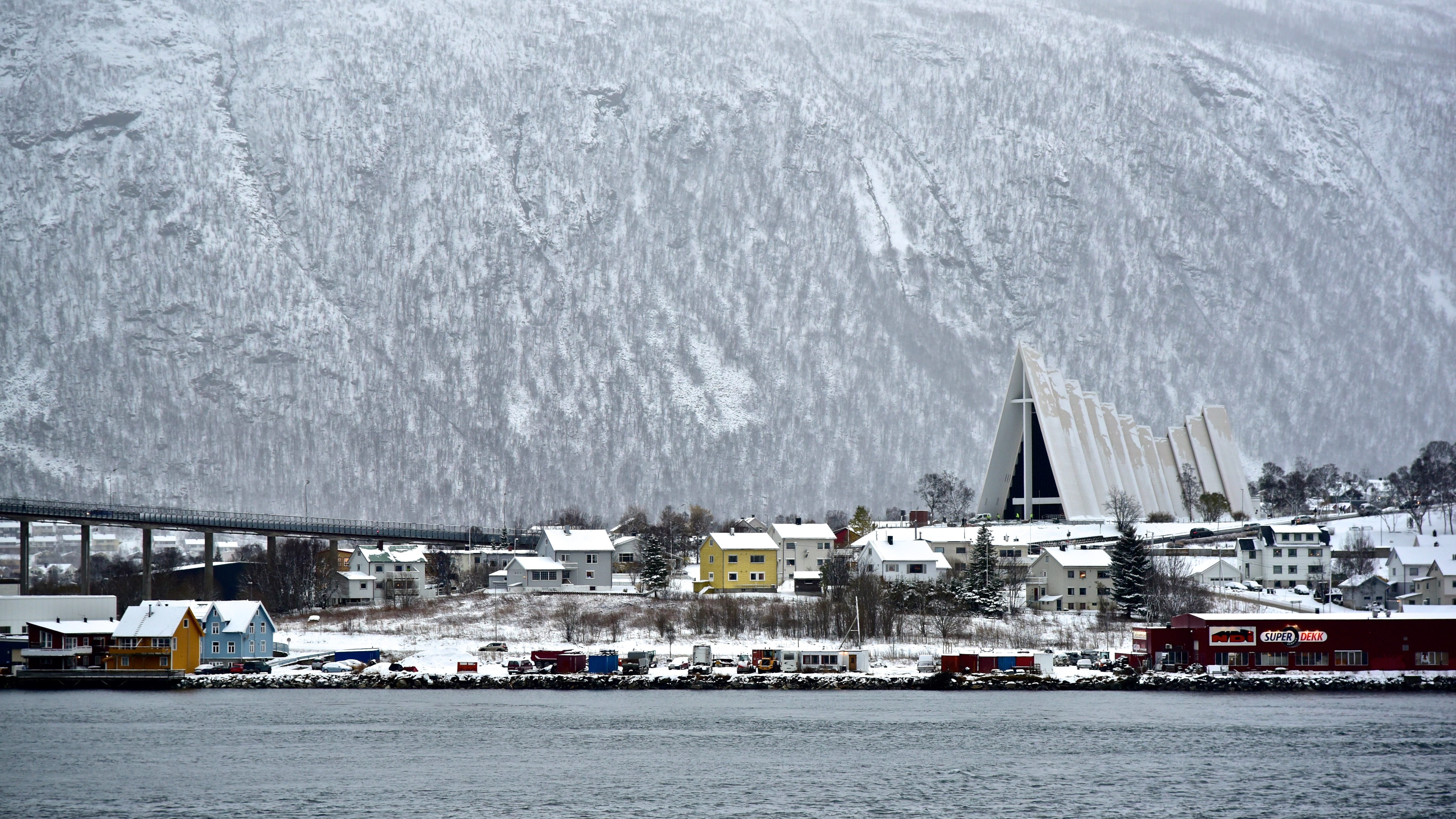
Вид з Тромсе
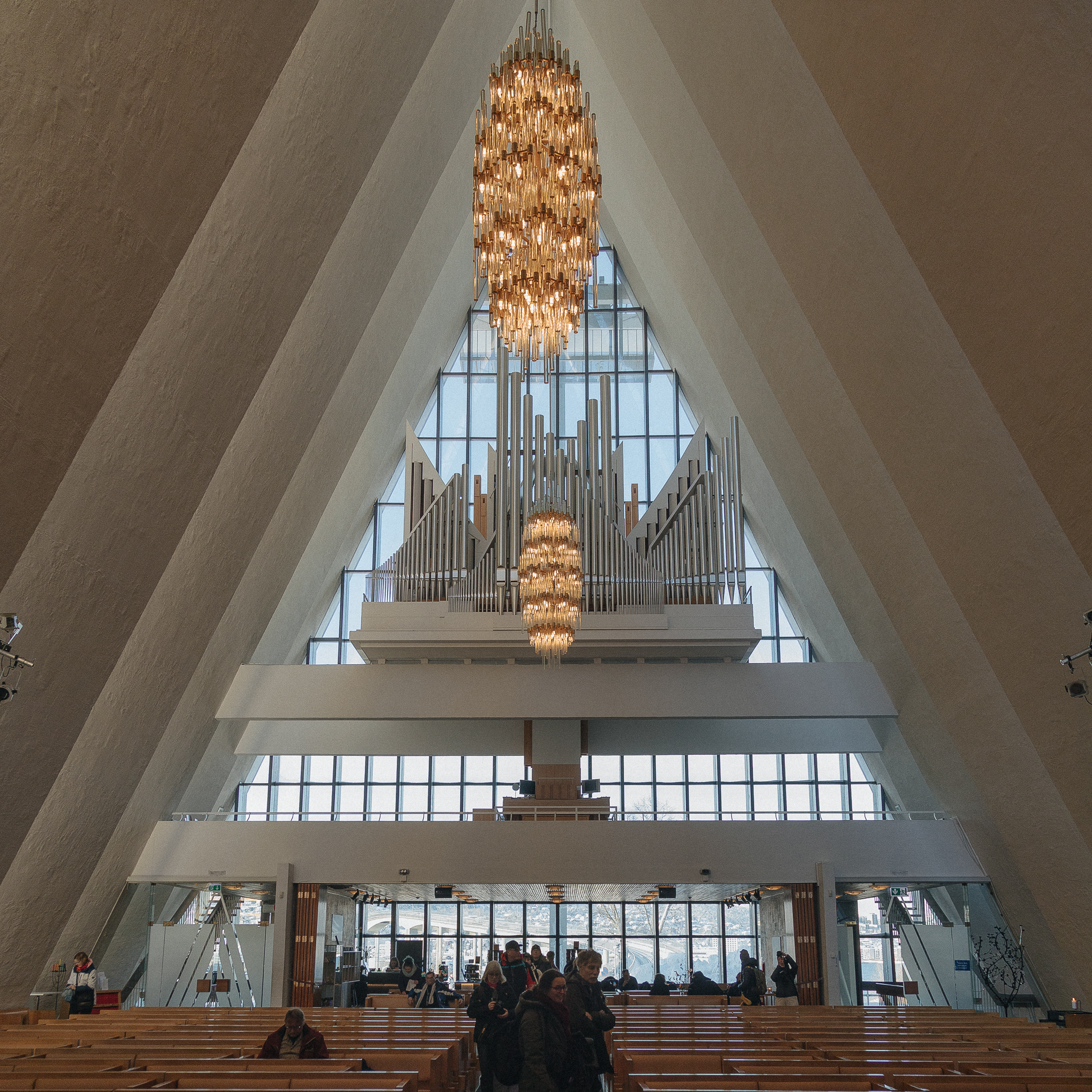
Церковний орган
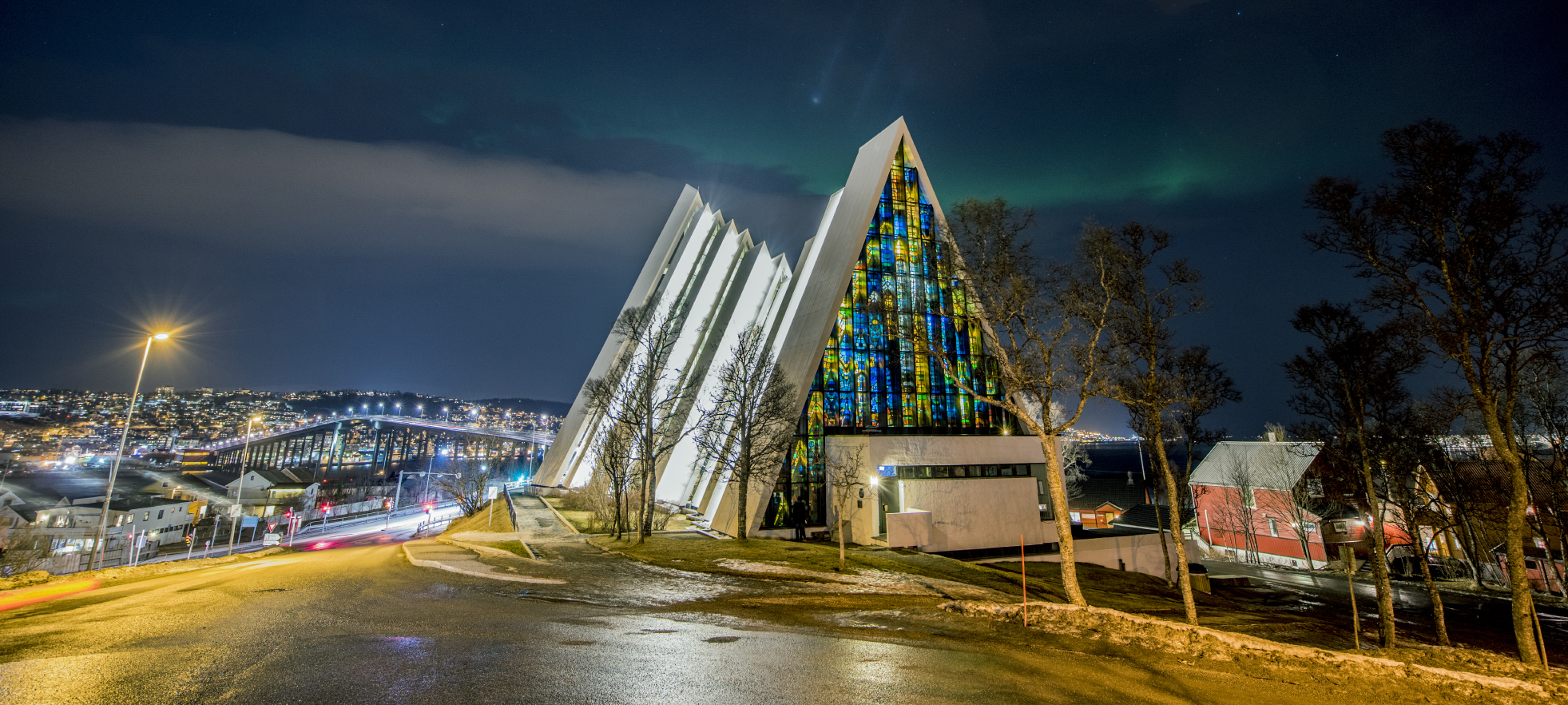
Нічний вид південно-західного фасаду
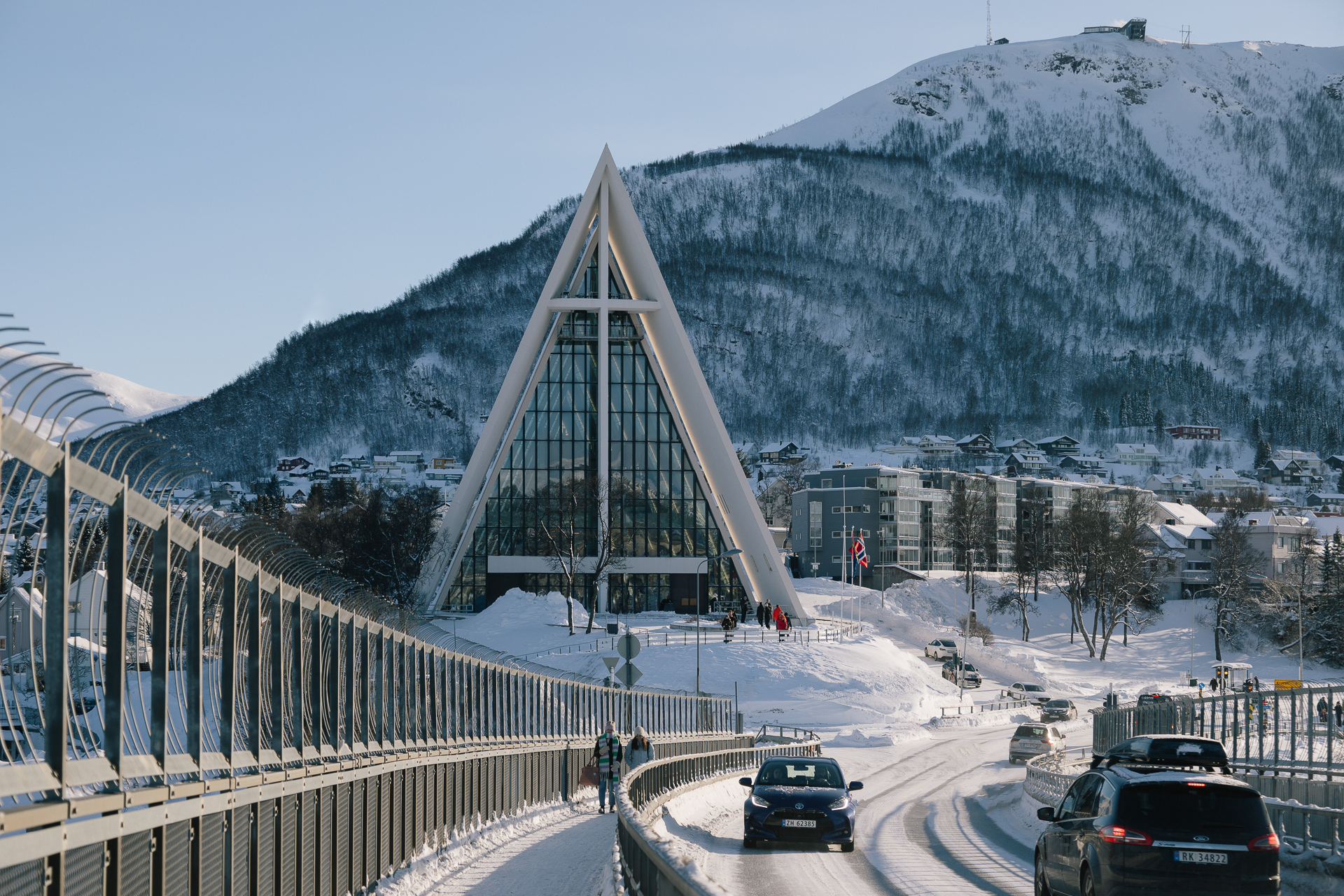
Вид з мосту Тромсе
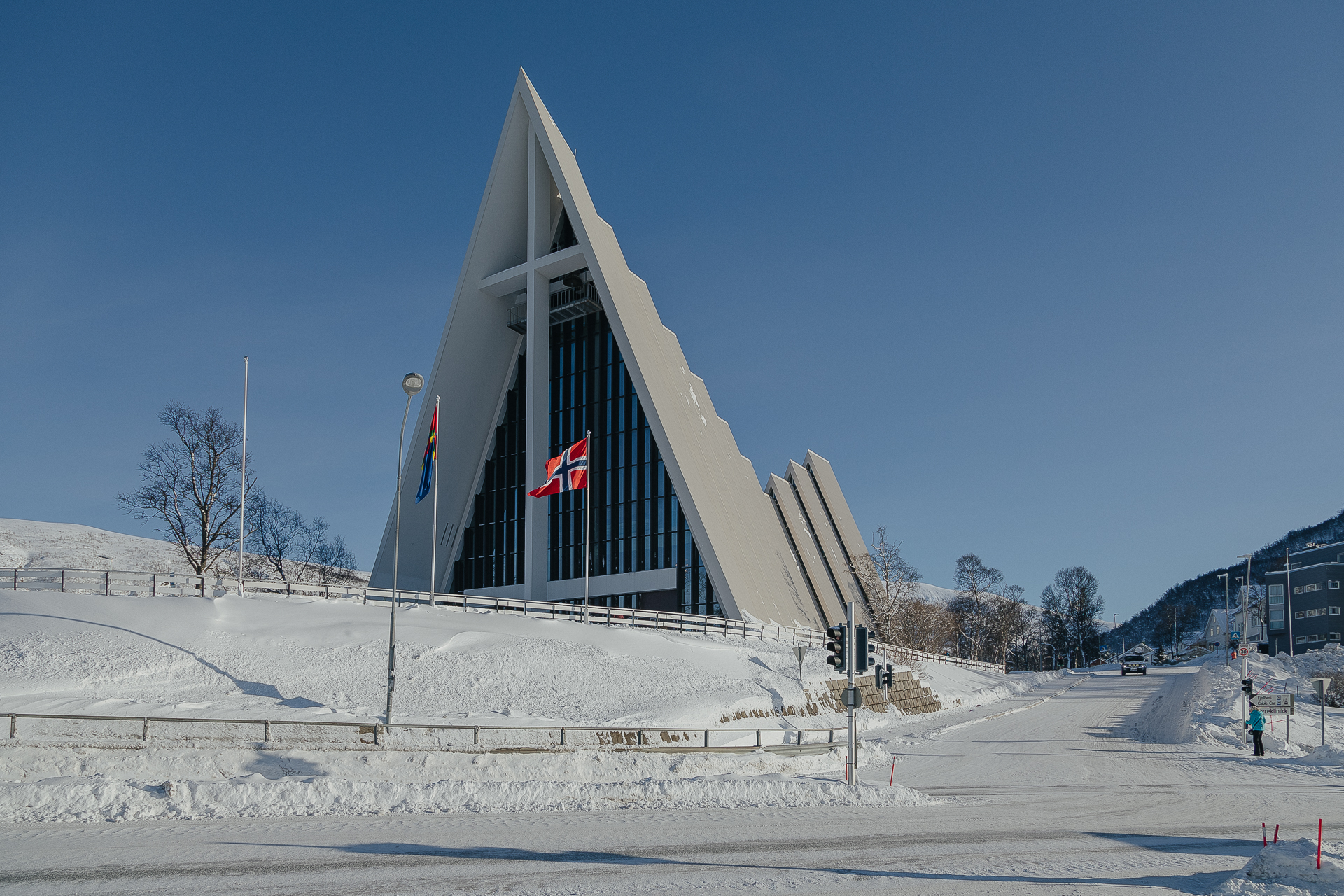
Західний фасад
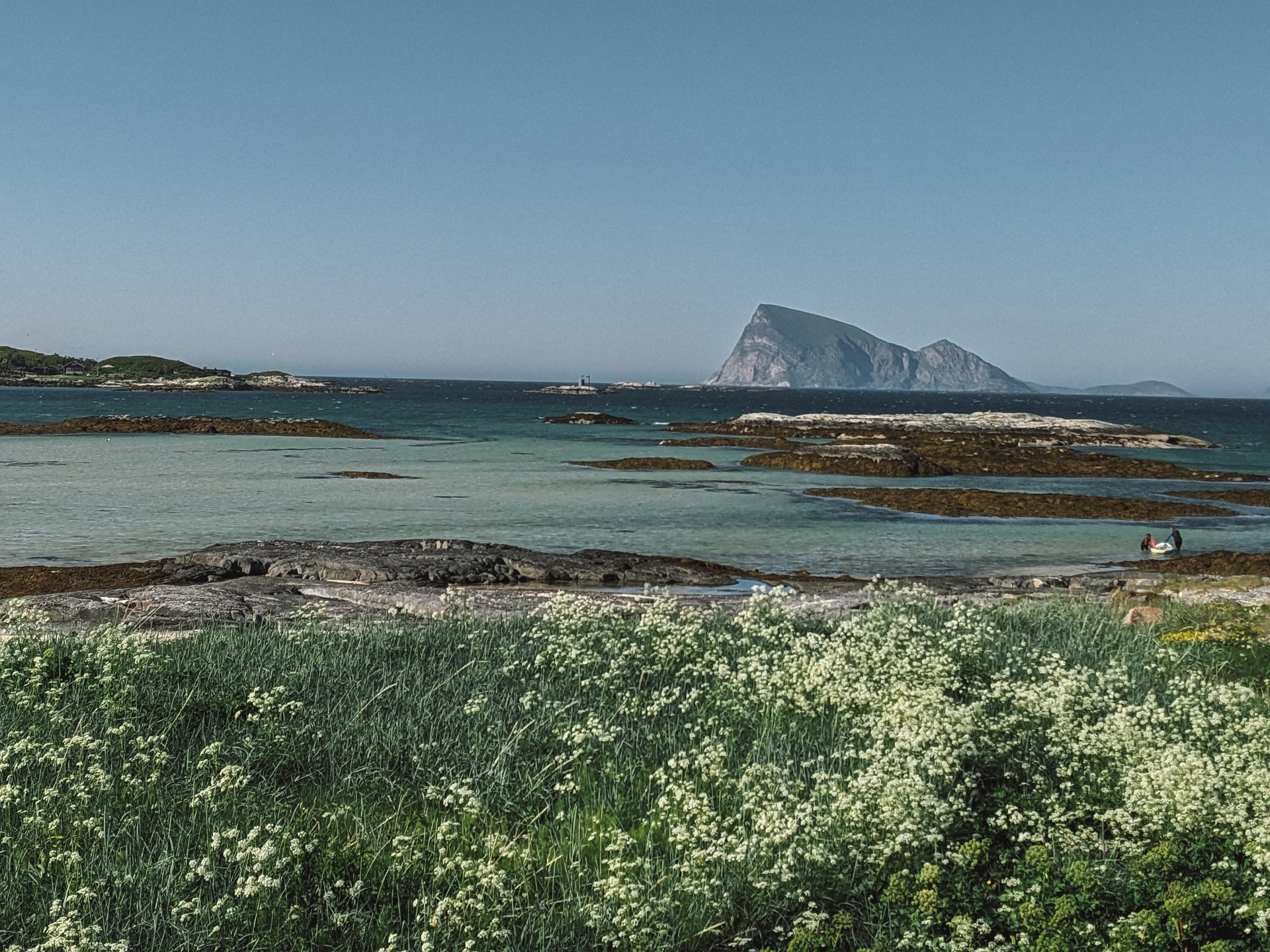
Форма церкви, натхненна островом Håja